# Stomiopeltis cupressicola
Stomiopeltis cupressicola är en svampart som beskrevs av J.P. Ellis 1977. Stomiopeltis cupressicola ingår i släktet Stomiopeltis och familjen Micropeltidaceae.   Inga underarter finns listade i Catalogue of Life.